# Gregorio Fierli

Celebriores doctorum theoricae, 1825 (Fondazione Mansutti, Milano).

Gregorio Fierli (Cortona, 1744 – Firenze, 1807) è stato un avvocato italiano.

## Biografia
Nacque a Montecchio, frazione di Cortona, l'11 marzo 1744 da antica famiglia civile del luogo, proprietaria di terre nell'agro cortonese, secondogenito di Giovan Battista e Maria Grazia di Giovan Francesco Rossi. Dopo i primi studi frequentò i corsi di giurisprudenza presso l'Università di Pisa, dove seguì l'insegnamento di L. Guadagni, A. Vannucchi e G. Paribeni e, per le materie filosofiche, di G. G. De Soria, ottenendo il dottorato in diritto civile il 14 maggio 1766 con S. Bicci. Di qui passò a Firenze ad apprendere la pratica dell'avvocatura nello studio di Giovanni Paolo Ombrosi, al quale fu molto caro e con il quale collaborò alla compilazione del Thesaurus decisionum selectarum Rotae florentinae (Firenze, 1772-1785), opera conosciuta come Tesoro ombrosiano, raccolta delle decisioni giuridiche della Rota fiorentina e dei tribunali provinciali: prima opera di raccolte giurisprudenziali che caratterizzarono una parte consistente della sua attività professionale.
Fierli venne aggregato alla nobiltà di Cortona con decreto del granduca Ferdinando III del 24 aprile 1793. Visse celibe e morì per apoplessia a Firenze l'11 maggio 1807. La salma venne tumulata nel chiostro del monastero degli Angeli di Firenze.

## Opere
- De notissimis in jure legibus (2 v.), Firenze, 1784: opera importante, soprattutto per chi operava nel settore forense, per potersi districare nella farragine degli statuti municipali.
- Observationes practicae ad cunam fiorentinam praesertim accomodatae (2 v.), Firenze, 1796 (nuova ed. tradotta in italiano da A. De Vita, 5 v., Prato 1828): raccolta dei principali istituti giuridici annotati con le sentenze giurisprudenziali emesse in Toscana.
- Celebriores doctorum theoricae collectae (2 v.), Firenze, 1801 (2. ed., 5 v., ibid. 1801-1816): anch'essa raccolta delle più celebri teorie giurisprudenziali e delle risoluzioni pronunciate dai tribunali toscani a tutto il Settecento.
- Dialogo patriottico sul libero commercio dei viveri, Firenze : Dai torchi di A. Brazzini, 1799.
- Del diritto dell'entratura secondo i nostri statuti delle arti, Firenze, 1798 (2. ed., ibid. 1805).
- Della società chiamata accomandita e di altre materie mercantili secondo le leggi e statuti veglianti in Toscana (2 v.), Firenze, 1803.

## Opuscoli
- Della divisione dei beni dei contadini e di altre simili persone, Firenze, 1797: opuscolo rivolto a "rendere più brevi e di più facile risoluzione le liti" (p. 3);
- Dei livelli di manomorta coerentemente al paragrafo XVIII della legge di ammortizzazione pubblicata in Toscana nel 1769, Firenze, 1798 (2. ed., ibid. 1799)
- Del danno dato. Opuscolo legale utile non meno per i curiali, che per i possidenti, agenti, ed agricoltori, Firenze, 1805 (2. ed., ibid. 1807): esamina con chiarezza le principali cause e rimedi dei danni arrecati dalle persone e dagli animali alle coltivazioni, riprendendo in parte temi già affrontati in altri lavori.
- Delle azioni edilizie in rapporto alle contrattazioni del bestiame, Firenze: nella stamperia Bonducciana, 1799.

## Pubblicazioni in Atti
- Sopra il merito degli scultori etruschi paragonato con quello dei greci, in Atti dell'Acc. Etrusca di Cortona, VIII [1783], pp. 271-283.
- Sul governo dei Romani relativamente alle arti e al commercio, Cortona, IX [1791], pp. 173-201.
- Sull'aumento dei guadagni degli artigiani derivante dall'aumento delle rendite dei proprietari (letta all'Accademia dei Georgofili nel 1797 e pubblicata negli Atti, IV [1801], pp. 257 ss.).
- Sopra le licenze e disdette dei coloni (in Atti della Real Società economica di Firenze, ossia de' Georgofili, III [1796], pp. 100-115: nella quale richiama l'attenzione sul problema della disdetta dei rapporti di colonia, che una recente normativa del 1785 aveva uniformato, in linea di principio, in tutto lo Stato, proponendo, sulla base dei difetti lamentati dai proprietari, la reintroduzione del sistema in uso nel Cortonese.
- Sopra alcuni difetti di coltivazione dell'agro cortonese (del 4 maggio 1796, pubblicata ibid., IV [1801], pp. 150-166): nella quale sostiene la necessità di apportare una serie di migliorie colturali e fondiarie facendo leva soprattutto sull'aumento del carico di lavoro contadino, mentre ai proprietari spettava il compito di valorizzare i propri fondi mediante maggiori investimenti e una assidua attività di verifica e direzione dell'andamento delle aziende.
- Sopra alcuni difetti che si osservano nell'agro di Cortona circa la custodia e la conservazione nelle stalle del bestiame si grosso che minuto (memoria del 13 apr. 1803, inedita, conservata nell'Archivio dell'Accademia dei Georgofili di Firenze, busta 61, ins. 261).
- Sulle contrattazioni del bestiame, in Atti della Real Società economica di Firenze, ossia de' Georgofili, III [1796], pp. 125-137): in cui sostiene la necessità della più ampia libertà nella compravendita, senza alcun aggravio a carico del venditore;